# Didymodon tomaculosus
Didymodon tomaculosus är en bladmossart som beskrevs av Corley in Corley et al. 1981 [1982. Didymodon tomaculosus ingår i släktet lansmossor, och familjen Pottiaceae. Inga underarter finns listade i Catalogue of Life.